# Budynek przy Szosie Bydgoskiej 7 w Toruniu
Budynek przy Szosie Bydgoskiej 7 w Toruniu – dawne rogatki miejskie, obecnie pustostan, znajdujący się na Bydgoskim Przedmieściu w Toruniu. Został wybudowany w 1905 roku. Jego powierzchnia wynosi 69 m². Został wykonany w technologii tradycyjnej murowanej. Budynek figuruje w gminnej ewidencji zabytków (nr 1242).